# Луговомарийская Википедия
Луговомари́йская Википе́дия (луговомар. Олык Марий Википедий) — раздел Википедии на луговой норме марийского языка. В СМИ нередко именуется просто «Марийская Википедия».

## История
Проект Луговомарийской Википедии был создан в Викиинкубаторе 25 ноября 2006 года. Работу над тестовой версией марийской Википедии начал финский лингвист Арто Мойсио. Затем к созданию Википедии на марийском подключился австрийский программист и языковед Джереми Мос Брэдли. Большая часть статей написана и исправлена именно этими двумя энтузиастами. Немало сделали для содержательного наполнения энциклопедии Крыммарий Азим из Марий Эл и Васли Николаев из Эстонии. Над техническими вопросами, в том числе переводом интерфейса, в основном работали Вячеслав Килеев из Сургута, Андрей Чемышев и Михаил Пирогов из Марий Эл.
9 июля 2008 года Луговомарийская Википедия была утверждена языковым комитетом и запущена 9 июля 2009 года. На тот момент она была 6-й среди языков финно-угорских народов России и 16-й среди всех языков народов России. При этом на сайте mariuver отмечалось: «По поводу некоторых статей возникает много вопросов. Излишний пуризм делает некоторые тексты труднопонятными».
24 декабря 2009 года была создана тысячная статья.
По словам администратора Вадима Протасова: «Вначале было много споров. Ведь для такого большого сайта нужно много слов перевести на марийский язык. „Настройки“, „пользователь“, „скачать“, „загрузить“, „сохранить“, „пароль“, да многие другие. Когда Марийской Википедии требовалась помощь, то нам очень много помог профессор Иван Григорьевич Иванов. В разрешении каждого спора полагались на его мнение. Каждый день мы к нему ходили, спрашивали. Иван Григорьевич всегда помогал, и в составлении новых слов, пожалуй, в этом он был самым лучшим. После его смерти, мы понесли большую утрату, но профессор Иванов оставил после себя много книг».
7 февраля 2011 года была создана 1500 статья. 8 марта 2011 года марта число статей превысило 1600, кроме того Луговомарийская Википедия обогнала по числу статей Коми Википедию, которая стала четвёртой. 13 апреля 2011 года был взят рубеж в 2000 статей. В том же месяце администратор марийского раздела Википедии Вадим Протасов заявил о планах привлечения к написанию статей учёных из Марийского госуниверситета с целью повышения достоврности.
29 мая 2018 года написана 10 000 статья.
В середине 2011 года в разделе возник серьёзный конфликт. Администратор луговомарийской Википедии Вадим Протасов (Санюн Вадик) в начале июня обвинил Вячеслава Килеева (ПешСай) в грубом обращении с активистами, готовившими тексты для лугово-марийского раздела, уничтожении их правок, агрессивном вмешательстве в языковую политику раздела, навязывании своих взглядов на язык другим участникам, недостаточном знании языка и настойчивом внедрении неудачных неологизмов.
Вадим Протасов инициировал голосование по лишению Вячеслава Килеева прав администратора, набравшее 11 голосов против 4. Однако последний заблокировал аккаунты своих оппонентов, обвинив их в том, что они зарегистрированы с одного IP-адреса и являются фейковыми. При этом Килеев был знаком с активистами лично и знает, что они работают в одном учреждении (Марий Эл Радио) и потому выходят в сеть с одного IP. В связи с этим Марийская Википедия фактически осталась без активных редакторов, хорошо знающих луговомарийский язык. Заблокированные обратились за помощью к глобальным администраторам Википедии, которые разблокировали аккаунты активистов Мари-Вики и заблокировали аккаунт Килеева. Было принято решение о введении временной администрации сроком на шесть месяцев для стабилизации ситуации в сообществе марийских википедистов. Временными админситраторами стали удмуртский программист Денис Сахарных и Джереми Брэдли из Австрии.
На сайте lingvomania.info отмечалось, что «Споры об уместности употребления неологизмов или о предпочтении той или иной говорной формы случаются во всех „малых“ разделах. Но кризис в луговомарийской Википедии стал, похоже, самым громким скандалом в разделах на региональных языках Российской Федерации».
19 августа того же года на межрегиональном круглом столе «Развитие совместных интернет-проектов на языках Урало-Поволжья», проведённом в рамках VIII Международного симпозиума «Языки, литература и культура народов полиэтнического Урало-Поволжья (современное состояние и перспективы развития)» в Йошкар-Оле, где осуждалось в том числе положение в луговомарийском разделе. Было признано необходимым привлекать к написанию статей в вики-формате студентов факультетов/институтов национальных филологий. Участники заседания «пришли к мнению, что ситуация с определением авторитетных источников языковых норм в национальных Википедиях пока ещё далека от разрешения, и требует дальнейшего открытого обсуждения». По словам Дениса Сахарных, «обстановка в луговомарийской Википедии нормализовалась, хотя активность участников пошла на убыль».
Участники луговомарийской и удмуртской Википедий Андрей Чемышев и Денис Сахарных приступили к созданию курсов лекций и методических пособий, разъясняющих специфику работы в Википедии, для студентов МарГУ и УдГУ, соответственно. Был проведён обучающий семинар для студентов 2 курса Института финно-угроведения (ИФУ МарГУ). Уже в октябре того же года сообщалось, что Студенты Института финно-угроведения МарГУ приступили к написанию статей в луговомарийском разделе
Википедия редактировалась студентами МарГУ в рамках выполнения курсовых проектов на втором курсе под руководством преподавателей кафедр Института национальной культуры и межкультурной коммуникации. Благодаря усилиям студентов был увеличен перечень марийских писателей, представленных в разделе, а также были дополнены некоторые статьи, которые были неполными по содержанию и не выдержанными по структуре. За три года под руководством профессора кафедры финно-угорской и сравнительной филологии Раисы Кудрявцевой студентами написано, значительно дополнено и структурировано более 20 статей. По итогам научно-исследовательской работы по наполнению марийской части Википедии материалом по марийской литературе студенты активно выступают на научных конференциях разного уровня.

## Текущее положение
На 16 июля 2025 года в данном разделе насчитывалось 11 331 статья. Также в Луговомарийской Википедии зарегистрировано 15 756 участников, из них 20 совершили какое-либо действие за последние 30 дней, а 1 участник имеют статус администратора. Общее число правок составляет 200 582. Глубина раздела на текущий момент составляет 19,5 единиц.
Как и в большинстве вики-проектов на языках небольших народов, в луговомарийской Википедии развита лингвистическая, краеведческая и другие национальные темы.
Налажено сотрудничество с Марийским государственным университетом, студенты которого занимаются написанием статей для луговомарийского и горономарийского раздела.